# 森谷ふみ
森谷 ふみ（もりや ふみ、1975年10月1日 - ）は、日本の女優。埼玉県出身。infini所属。主に舞台で活動している。

## 出演

### 舞台
- 小林賢太郎プロデュース公演（KKP）
  - KKP#1 Good day house　カフェマスターの妹・タミコ役
  - KKP#2 Sweet7　ケーキ屋2代目オーナー・ヒロミ役
  - KKP#3 Paper Runner　漫画誌編集部の事務員・マチ役
  - KKP#6 TRIUMPH
- 雨の日の森の中　ナレーション
- 小野寺の弟・小野寺の姉　佐々部光 役
- ミネムラさん[2]

### テレビドラマ
- ふたつのスピカ
- ママさんバレーでつかまえて 第3話
- デカワンコ 第3話
- LADY〜最後の犯罪プロファイル〜 第8話
- ラストマネー -愛の値段-（2011年） - 戸田由希子 役
- クロユリ団地〜序章〜（2013年） - 宗形陽子 役
- リミット 第1話
- 相棒（2014年） - 榎本麻耶 役
- アリスの棘（2014年） - 千原典子 役
- 癒し屋キリコの約束（2015年） - 桜木妙子 役
- 家政夫のミタゾノ（2016年） - 安藤冴子 役
- PTAグランパ!（2017年） ‐ 三田千鶴 役
- アンナチュラル（2018年） ‐ 松倉智恵 役
- 透明なゆりかご（2018年） ‐ 木村さん 役
- 日本ボロ宿紀行（2019年） ‐ 小野美津子 役
- 刑事7人（2019年） ‐ 大貫和子 役
- 着飾る恋には理由があって（2021年） - 畠山法子 役

### 映画
- 讐 〜ADA〜（2013年7月公開）[3]
- 氷菓（2017年11月3日）

### その他映像作品
- THE JAPANESE TRADITION 〜日本の形〜
- Fantastic Plastic Machine 「Tell Me」プロモーションビデオ